# Carlos Harvey
Carlos Miguel Harvey Cesneros, noto semplicemente come Carlos Harvey (Panama, 3 febbraio 2000), è un calciatore panamense, centrocampista o difensore del Minnesota Utd.

## Carriera

### Club
Cresciuto nel Tauro, il 6 marzo 2019 passa in prestito ai Ventura County.

### Nazionale
Ha esordito con la nazionale panamense il 27 gennaio 2019, nella partita amichevole persa per 3-0 contro gli Stati Uniti.

## Statistiche

### Cronologia presenze e reti in nazionale
| Cronologia completa delle presenze e delle reti in nazionale ― Panama | Cronologia completa delle presenze e delle reti in nazionale ― Panama | Cronologia completa delle presenze e delle reti in nazionale ― Panama | Cronologia completa delle presenze e delle reti in nazionale ― Panama | Cronologia completa delle presenze e delle reti in nazionale ― Panama | Cronologia completa delle presenze e delle reti in nazionale ― Panama | Cronologia completa delle presenze e delle reti in nazionale ― Panama | Cronologia completa delle presenze e delle reti in nazionale ― Panama |
| Data                                                                  | Città                                                                 | In casa                                                               | Risultato                                                             | Ospiti                                                                | Competizione                                                          | Reti                                                                  | Note                                                                  |
| --------------------------------------------------------------------- | --------------------------------------------------------------------- | --------------------------------------------------------------------- | --------------------------------------------------------------------- | --------------------------------------------------------------------- | --------------------------------------------------------------------- | --------------------------------------------------------------------- | --------------------------------------------------------------------- |
| 27-1-2019                                                             | Glendale                                                              | Stati Uniti                                                           | 3 – 0                                                                 | Panama                                                                | Amichevole                                                            | -                                                                     | 46’                                                                   |
| 5-6-2021                                                              | Panama                                                                | Anguilla                                                              | 0 – 13                                                                | Panama                                                                | Qual. Mondiali 2022                                                   | -                                                                     | 46’                                                                   |
| 12-3-2023                                                             | San Jose                                                              | Guatemala                                                             | 1 – 1                                                                 | Panama                                                                | Amichevole                                                            | 1                                                                     |                                                                       |
| 27-8-2023                                                             | Cochabamba                                                            | Bolivia                                                               | 1 – 2                                                                 | Panama                                                                | Amichevole                                                            | -                                                                     | 50’                                                                   |
| 16-6-2024                                                             | Panama                                                                | Panama                                                                | 0 – 1                                                                 | Paraguay                                                              | Amichevole                                                            | -                                                                     | 81’                                                                   |
| 1-7-2024                                                              | Orlando                                                               | Bolivia                                                               | 1 – 3                                                                 | Panama                                                                | Coppa America 2024 - 1º turno                                         | -                                                                     | 74’                                                                   |
| 6-7-2024                                                              | Glendale                                                              | Colombia                                                              | 5 – 0                                                                 | Panama                                                                | Coppa America 2024 - Quarti di finale                                 | -                                                                     | 46’                                                                   |
| 12-10-2024                                                            | Austin                                                                | Stati Uniti                                                           | 2 – 0                                                                 | Panama                                                                | Amichevole                                                            | -                                                                     | 70’                                                                   |
| 15-10-2024                                                            | Toronto                                                               | Canada                                                                | 2 – 1                                                                 | Panama                                                                | Amichevole                                                            | -                                                                     |                                                                       |
| 14-11-2024                                                            | San José                                                              | Costa Rica                                                            | 0 – 1                                                                 | Panama                                                                | CONCACAF Nations League 2024-2025 - Quarti di finale                  | -                                                                     | 77’                                                                   |
| 18-11-2024                                                            | Panama                                                                | Panama                                                                | 2 – 2                                                                 | Costa Rica                                                            | CONCACAF Nations League 2024-2025 - Quarti di finale                  | -                                                                     | 86’                                                                   |
| 20-3-2025                                                             | Inglewood                                                             | Stati Uniti                                                           | 0 – 1                                                                 | Panama                                                                | CONCACAF Nations League 2024-2025 - Semifinale                        | -                                                                     |                                                                       |
| 23-3-2025                                                             | Inglewood                                                             | Messico                                                               | 2 – 1                                                                 | Panama                                                                | CONCACAF Nations League 2024-2025 - Finale                            | -                                                                     |                                                                       |
| 7-6-2025                                                              | Belmopan                                                              | Belize                                                                | 0 – 2                                                                 | Panama                                                                | Qual. Mondiali 2026                                                   | -                                                                     |                                                                       |
| 10-6-2025                                                             | Panama                                                                | Panama                                                                | 3 – 0                                                                 | Nicaragua                                                             | Qual. Mondiali 2026                                                   | -                                                                     | 64’                                                                   |
| 16-6-2025                                                             | Carson                                                                | Panama                                                                | 5 – 2                                                                 | Guadalupa                                                             | Gold Cup 2025 - 1° turno                                              | -                                                                     |                                                                       |
| 20-6-2025                                                             | San Jose                                                              | Guatemala                                                             | 0 – 1                                                                 | Panama                                                                | Gold Cup 2025 - 1° turno                                              | -                                                                     | 87’                                                                   |
| 24-6-2025                                                             | Austin                                                                | Panama                                                                | 4 – 1                                                                 | Giamaica                                                              | Gold Cup 2025 - 1° turno                                              | -                                                                     | 46’                                                                   |
| 28-6-2025                                                             | Glendale                                                              | Panama                                                                | 1 – 1 (4 – 5 dtr)                                                     | Honduras                                                              | Gold Cup 2025 - Quarti di finale                                      | -                                                                     |                                                                       |
| Totale                                                                |                                                                       | Presenze                                                              | 19                                                                    |                                                                       | Reti                                                                  | 1                                                                     |                                                                       |

## Palmarès
- USL Championship: 1

Phoenix Rising: 2023